# Shunsuke Tsutsumi
Shunsuke Tsutsumi (Saitama, 8 juni 1987) is een Japans voetballer.

## Carrière
Shunsuke Tsutsumi speelde tussen 2006 en 2011 voor Urawa Red Diamonds, Roasso Kumamoto en Tochigi SC. Hij tekende in 2012 bij Avispa Fukuoka.